# Coupe des champions de la CONCACAF 1977
Navigation
Édition précédente Édition suivante
La Coupe des champions de la CONCACAF 1977 est la treizième édition de cette compétition.
Elle a été remportée par le Club América face au SV Robinhood sur le score cumulé de 2 buts à 1.

## Participants
Un total de 16 équipes provenant d'un maximum de 11 nations pouvaient participer au tournoi. Elles appartenaient aux zones Amérique du Nord, Amérique Centrale et Caraïbes de la CONCACAF.
Le tableau des clubs qualifiés était le suivant :
| Nation                 | Club                    | Raison de qualification                                         |
| Zone Amérique du Nord  |                         |                                                                 |
| Premier Tour           |                         |                                                                 |
| Mexique                | Club América            | Champion du Mexique 1975-76.                                    |
| États-Unis             | New York Inter-Giuliana | Finaliste de la National Challenge Cup 1976.                    |
| Zone Amérique Centrale |                         |                                                                 |
| Deuxième Tour          |                         |                                                                 |
| Honduras               | CD Motagua              | Vainqueur de la deuxième phase du championnat du Honduras 1976. |
| Premier Tour           |                         |                                                                 |
| Honduras               | Real España             | Vainqueur de la première phase du championnat du Honduras 1976. |
| Costa Rica             | Deportivo Saprissa      | Champion du Costa Rica 1975-76.                                 |
| Costa Rica             | Deportivo México        | Second du championnat du Costa Rica 1975-76.                    |
| Salvador               | CD Águila               | Champion du Salvador 1976.                                      |
| Guatemala              | CSD Municipal           | Champion du Guatemala 1976.                                     |
| Nicaragua              | Diriangén FC            | Méthode de qualification inconnue.                              |
| Zone Caraïbes          |                         |                                                                 |
| Quatrième Tour         |                         |                                                                 |
| Trinité-et-Tobago      | TECSA                   | Second du championnat de Trinité-et-Tobago 1976.                |
| Deuxième Tour          |                         |                                                                 |
| Trinité-et-Tobago      | Defence Force           | Champion de Trinité-et-Tobago 1976.                             |
| Haïti                  | Violette AC             | Méthode de qualification inconnue.                              |
| Premier Tour           |                         |                                                                 |
| Suriname               | SV Robinhood            | Champion du Suriname 1976.                                      |
| Suriname               | SV Voorwaarts           | Second du championnat du Suriname 1976.                         |
| Guyana                 | YMCA                    | Méthode de qualification inconnue.                              |
| Guyana                 | Pele FC                 | Méthode de qualification inconnue.                              |

## Calendrier
| Tour                          | Nom                    | Date aller             | Date retour            | Équipes participantes | Équipes restantes |
| Phase de qualification (1977) |                        |                        |                        |                       |                   |
| 1                             | Phase de qualification | 17 avril - 13 novembre | 17 avril - 13 novembre | 16                    | 16 à 3            |
| Phase finale (1977/1978)      |                        |                        |                        |                       |                   |
| 1                             | Demi-Finale            | 10 décembre 1977       | Annulé                 | 2                     | 3 à 2             |
| 2                             | Finale                 | 15 janvier 1978        | 17 janvier 1978        | 2                     | 2 à 1             |

## Compétition

### Phase de qualification

#### ZoneAmérique du Nord

##### Premier tour
| Date     | Pays | Club         | Aller   | Retour  | Club                    | Pays | Commentaire                    |
| 17 avril |      | Club América | Forfait | Forfait | New York Inter-Giuliana |      | Forfait avant le premier match |

#### ZoneAmérique Centrale

##### Premier tour
| Date             | Pays | Club               | Aller   | Retour  | Club             | Pays | Commentaire                    |
| 17 avril / 5 mai |      | CD Águila          | 0-2     | 1-1     | CSD Municipal    |      |                                |
| 17 avril         |      | Diriangén FC       | Forfait | Forfait | Deportivo México |      | Forfait avant le premier match |
| 24 avril         |      | Deportivo Saprissa | Forfait | Forfait | Real España      |      | Forfait avant le premier match |

##### Deuxième tour
| Date         | Pays | Club               | Aller   | Retour  | Club         | Pays | Commentaire                    |
| 12 / 26 juin |      | CSD Municipal      | 13-1    | 3-1     | Diriangén FC |      |                                |
| 12 juin      |      | Deportivo Saprissa | Forfait | Forfait | CD Motagua   |      | Forfait avant le premier match |

##### Troisième tour
| Date            | Pays | Club          | Aller | Retour | Club               | Pays | Commentaire |
| 10 / 24 juillet |      | CSD Municipal | 1-2   | 0-1    | Deportivo Saprissa |      |             |

#### ZoneCaraïbes

##### Premier tour
| Date              | Pays | Club         | Aller | Retour | Club          | Pays | Commentaire |
| 24 avril / 15 mai |      | Pele FC      | 2-0   | 1-4    | SV Voorwaarts |      |             |
| 24 avril / 15 mai |      | SV Robinhood | 5-0   | 1-0    | YMCA          |      |             |

##### Deuxième tour
| Date              | Pays | Club          | Aller | Retour | Club         | Pays | Commentaire |
| 24 avril / 15 mai |      | Defence Force | 0-2   | 0-2    | Violette AC  |      |             |
| 3 / 10 juin       |      | SV Voorwaarts | 0-1   | 0-1    | SV Robinhood |      |             |

##### Troisième tour
| Date         | Pays | Club        | Aller | Retour | Club         | Pays | Commentaire |
| 12 / 26 juin |      | Violette AC | 0-0   | 0-1    | SV Robinhood |      |             |

##### Quatrième tour
| Date             | Pays | Club  | Aller | Retour | Club         | Pays | Commentaire |
| 3 oct. / 13 nov. |      | TECSA | 1-1   | 1-3    | SV Robinhood |      |             |

### Phase Finale

#### Tableau
|  | Demi-finale        | Demi-finale | Demi-finale           | Demi-finale |   |  | Finale | Finale | Finale | Finale |
|  |                    |             |                       |             |   |  |        |        |        |        |
|  | 10 décembre 1977   |             |                       |             |   |  |        |        |        |        |
|  |                    |             |                       |             |   |  |        |        |        |        |
|  | Club América       | V           |                       |             |   |  |        |        |        |        |
|  | Club América       | V           | 15 et 17 janvier 1978 |             |   |  |        |        |        |        |
|  | Deportivo Saprissa | D           |                       |             |   |  |        |        |        |        |
|  | Deportivo Saprissa | D           | SV Robinhood          | 0           | 1 |  |        |        |        |        |
|  |                    |             |                       |             | 1 |  |        |        |        |        |
|  |                    |             | Club América          | 1           | 1 |  |        |        |        |        |

#### Demi-finale
| Pays | Club         | Aller   | Retour  | Club               | Pays | Commentaire                     |
|      | Club América | Forfait | Forfait | Deportivo Saprissa |      | Forfait avant le premier match. |

#### Finale
| Match aller     | SV Robinhood | 0:1   | Club América              | Stade Azteca Mexico, Mexique |  |
| 15 janvier 1978 |              | (0:0) | Luis Alberto da Costa 49e |                              |  |

| Match retour    | Club América            | 1:1 | SV Robinhood | Stade Azteca Mexico, Mexique |  |
| 17 janvier 1978 | Hugo Enrique Kiesse 70e |     | Emanuelson x |                              |  |

| Champion de la CONCACAF 1977 |
| ---------------------------- |
| Drapeau du Mexique           |
| Club América Premier Titre   |